# Peter Verbeken
Peter Verbeken (Deinze, 15 aprile 1966) è un ex ciclista su strada belga, professionista dal 1989 al 1998.

## Palmarès

### Strada
- 1987 (Dilettanti, tre vittorie)

5ª tappa Ronde van West-Vlaanderen (De Klijte > Poperinge)
3ª tappa Tour de la Province de Namur (Rochefort > Doische)
4ª tappa - parte a Tour de la Province de Namur (Doische, cronometro)
- 1992 (Collstrop-Garden Wood, una vittoria)

12ª tappa Milk Race (Lincoln > Lincoln)
- 1993 (Collstrop-Assur Carpets, due vittorie)

La Côte Picarde
Classifica generale Grand Prix Tell
- 1994 (Collstrop-Willy Naessens, due vittorie)

4ª tappa Tour DuPont
6ª tappa Regio-Tour
- 1995 (Collstrop-Lystex, tre vittorie)

6ª tappa Grand Prix Tell
Classifica generale Grand Prix Tell
8ª tappa Boland Bank Tour
- 1997 (Collstrop-Total, una vittoria)

Flèche Hesbignonne-Cras Avernas
- 1998 (Ipso-Eurosoap, una vittoria)

Flèche Hesbignonne-Cras Avernas

#### Altri successi
- 1991 (Collstrop-Isoglass)

Criterium Belsele
- 1994 (Collstrop-Willy Naessens)

Criterium Moorsele
Criterium Beveren-Leie
- 1997 (Collstrop-Total)

Criterium De Haan

## Piazzamenti

### Grandi Giri
- Vuelta a España

1990: 112º
1992: ritirato (9ª tappa)
1993: 105º

### Classiche monumento
- Liegi-Bastogne-Liegi

1991: 102º

### Competizioni mondiali
- Campionati del mondo

Oslo 1993 - In linea Elite: ritirato
Duitama 1995 - In linea Elite: ritirato
Lugano 1996 - In linea Elite: ritirato